# Campionati mondiali juniores di sci alpino 2025
I Campionati mondiali juniores di sci alpino 2025, 44ª edizione della manifestazione organizzata dalla Federazione internazionale sci e snowboard, si sono tenuti a Tarvisio, in Italia, dal 27 febbraio al 6 marzo; sono stati assegnati i titoli di discesa libera, supergigante, slalom gigante, slalom speciale e combinata a squadre, sia maschili sia femminili, e della gara a squadre mista.
In seguito all'invasione russa dell'Ucraina del 2022, gli atleti russi e bielorussi sono stati esclusi dalle competizioni.

## Risultati

### Uomini

#### Discesa libera
| Pos. | Atleta                | Nazione     | Tempo   |
| ---- | --------------------- | ----------- | ------- |
| 1    | Felix Rösle           | Germania    | 1:40,11 |
| 2    | Philipp Kälin         | Svizzera    | 1:40,13 |
| 3    | Matthias Fernsebner   | Austria     | 1:40,25 |
| 4    | Matteo Haas           | Austria     | 1:40,49 |
| 5    | Simon Widmesser       | Germania    | 1:40,57 |
| 6    | Emanuel Lamp          | Italia      | 1:40,88 |
| 7    | Vetle Fjellstad Fosse | Norvegia    | 1:40,89 |
| 8    | Hunter Salani         | Stati Uniti | 1:41,01 |
| 9    | Aksel Hammer          | Norvegia    | 1:41,07 |
| 10   | Mattias Wilson        | Stati Uniti | 1:41,24 |

Data: 27 febbraio

Pista: Di Prampero

Partenza: 1197 m s.l.m.

Arrivo: 837 m s.l.m.

Lunghezza: 1441 m

Dislivello: 360 m

Porte: 20

Tracciatore: Damiano Scolari (Italia)

1ª manche: ore 11:00 (UTC+1)

2ª manche: ore 13:00 (UTC+1)

#### Supergigante
| Pos. | Atleta                   | Nazione     | Tempo |
| ---- | ------------------------ | ----------- | ----- |
| 1    | Benno Brandis            | Germania    | 56,97 |
| 2    | Sandro Manser            | Svizzera    | 57,02 |
| 3    | Matthias Fernsebner      | Austria     | 57,17 |
| 4    | Philipp Kälin            | Svizzera    | 57,33 |
| 5    | Gabin Janet              | Svizzera    | 57,36 |
| 6    | Simon Widmesser          | Germania    | 57,54 |
| 7    | Aksel Lindenmeyr         | Stati Uniti | 57,74 |
| 8    | Tollef Haugen            | Norvegia    | 57,85 |
| 9    | Lukas Krauss             | Germania    | 57,96 |
| 10   | Sebastian Espen Bengston | Norvegia    | 58,06 |

Data: 1º marzo

Ore: 11:00 (UTC+1)

Pista: Di Prampero

Partenza: 1200 m s.l.m.

Arrivo: 837 m s.l.m.

Lunghezza: 1479 m

Dislivello: 363 m

Porte: 30

Tracciatore: Cyril Vieux (Francia)

#### Slalom gigante
| Pos. | Atleta               | Nazione       | Tempo   |
| ---- | -------------------- | ------------- | ------- |
| 1    | Flavio Vitale        | Francia       | 2:01,16 |
| 2    | Rasmus Bakkevig      | Norvegia      | 2:02,02 |
| 3    | Fabian Ax Swartz     | Svezia        | 2:02,41 |
| 4    | Sebastian Hagan      | Norvegia      | 2:02,45 |
| 5    | Jack Irving          | Gran Bretagna | 2:02,63 |
| 6    | Freddy Carrick-Smith | Gran Bretagna | 2:02,64 |
| 7    | Storm Andre Hagen    | Norvegia      | 2:02,84 |
| 8    | Jeremy Nolting       | Stati Uniti   | 2:02,94 |
| 9    | Lio Baraldi          | Francia       | 2:03,05 |
| 10   | Jonas Skabar         | Francia       | 2:03,10 |

Data: 4 marzo

Pista: Priesing B

Partenza: 1153 m s.l.m.

Arrivo: 817 m s.l.m.

Dislivello: 336 m

1ª manche:

Ore: 9:30 (UTC+1)

Porte: 41

Tracciatore: Urban Planinšek (Canada)

2ª manche:

Ore: 12:30 (UTC+1)

Porte: 41

Tracciatore: Roope Leskinen (Finlandia)

#### Slalom speciale
| Pos. | Atleta                  | Nazione       | Tempo   |
| ---- | ----------------------- | ------------- | ------- |
| 1    | Theodor Brækken         | Norvegia      | 1:29,85 |
| 2    | Gustav Wissting         | Svezia        | 1:30,21 |
| 3    | Luca Carrick-Smith      | Gran Bretagna | 1:30,31 |
| 4    | Moritz Zudrell          | Austria       | 1:30,92 |
| 5    | Max Uhlir               | Svezia        | 1:31,01 |
| 6    | Aleix Aubert Serracanta | Spagna        | 1:31,55 |
| 7    | Freddy Carrick-Smith    | Gran Bretagna | 1:31,80 |
| 8    | Giuliano Fux            | Svizzera      | 1:31,83 |
| 9    | Lukas Krauss            | Germania      | 1:31,90 |
| 10   | Adam Nováček            | Slovacchia    | 1:29,85 |

Data: 6 marzo

Pista: Priesing B

Partenza: 961 m s.l.m.

Arrivo: 806 m s.l.m.

Dislivello: 155 m

1ª manche:

Ore: 8:30 (UTC+1)

Porte: 53

Tracciatore: Noel Baxter (Spagna)

2ª manche:

Ore: 11:30 (UTC+1)

Porte: 52

Tracciatore: Emma Carrick-Anderson (Gran Bretagna)

#### Combinata a squadre
| Pos. | Nazione       | Atleti                      |
| ---- | ------------- | --------------------------- |
| 1    | Francia I     | Thomas Chaix Jonas Skabar   |
| 2    | Svizzera III  | Gabin Janet Jack Spencer    |
| 3    | Stati Uniti I | Hunter Salani Stanley Buzek |

Data: 1º marzo

1ª manche:

Ore: 11:00 (UTC+1)

Pista: Di Prampero

Partenza: 1200 m s.l.m.

Arrivo: 837 m s.l.m.

Lunghezza: 1479 m

Dislivello: 363 m

Porte: 30

Tracciatore: Cyril Vieux (Francia)

2ª manche:

Ore: 15:00 (UTC+1)

Pista: Di Prampero

Partenza: 957 m s.l.m.

Arrivo: 817 m s.l.m.

Dislivello: 140 m

Porte: 47

Tracciatore: Tomas Markegård (Norvegia)

### Donne

#### Discesa libera
| Pos. | Atleta              | Nazione     | Tempo   |
| ---- | ------------------- | ----------- | ------- |
| 1    | Stefanie Grob       | Svizzera    | 1:43,29 |
| 2    | Jasmin Mathis       | Svizzera    | 1:43,30 |
| 3    | Garance Meyer       | Francia     | 1:43,58 |
| 4    | Leonie Zegg         | Austria     | 1:43,84 |
| 5    | Victoria Olivier    | Austria     | 1:43,97 |
| 6    | Allison Mollin      | Stati Uniti | 1:44,16 |
| 7    | Sara Thaler         | Italia      | 1:44,19 |
| 8    | Eva Unhjem Johansen | Norvegia    | 1:44,23 |
| 9    | Alina Willi         | Svizzera    | 1:44,27 |
| 10   | Zoe Gray            | Canada      | 1:44,77 |

Data: 27 febbraio

Pista: Di Prampero

Partenza: 1197 m s.l.m.

Arrivo: 837 m s.l.m.

Lunghezza: 1441 m

Dislivello: 360 m

Porte: 20

Tracciatore: Damiano Scolari (Italia)

1ª manche: ore 11:00 (UTC+1)

2ª manche: ore 13:00 (UTC+1)

#### Supergigante
| Pos. | Atleta                 | Nazione     | Tempo   |
| ---- | ---------------------- | ----------- | ------- |
| 1    | Jasmin Mathis          | Svizzera    | 1:02,30 |
| 2    | Leonie Zegg            | Austria     | 1:02,57 |
| 3    | Sara Thaler            | Italia      | 1:02,59 |
| 4    | Garance Meyer          | Francia     | 1:02,81 |
| 5    | Stefanie Grob          | Svizzera    | 1:02,83 |
| 6    | Allison Mollin         | Stati Uniti | 1:02,94 |
| 7    | Valentina Rings-Wanner | Austria     | 1:02,95 |
| 8    | Antonia Reischl        | Germania    | 1:03,01 |
| 9    | Victoria Olivier       | Austria     | 1:03,03 |
| 10   | Sina Fausch            | Svizzera    | 1:03,12 |

Data: 1º marzo

Ore: 10:00 (UTC+1)

Pista: Di Prampero

Partenza: 1200 m s.l.m.

Arrivo: 837 m s.l.m.

Lunghezza: 1479 m

Dislivello: 363 m

Porte: 30

Tracciatore: Marjan Černigoj (Stati Uniti)

#### Slalom gigante
| Pos. | Atleta           | Nazione     | Tempo   |
| ---- | ---------------- | ----------- | ------- |
| 1    | Giorgia Collomb  | Italia      | 2:04,72 |
| 2    | Stefanie Grob    | Svizzera    | 2:05,28 |
| 3    | Elisabeth Bocock | Stati Uniti | 2:05,34 |
| 4    | Victoria Olivier | Austria     | 2:05,37 |
| 5    | Tatum Bieler     | Italia      | 2:05,38 |
| 6    | Laila Illig      | Germania    | 2:05,50 |
| 7    | Logan Grosdidier | Stati Uniti | 2:06,05 |
| 8    | Elena Riederer   | Austria     | 2:06,17 |
| 9    | Ambra Pomarè     | Italia      | 2:06,37 |
| 10   | June Brand       | Francia     | 2:06,42 |

Data: 3 marzo

Pista: Priesing B

Partenza: 1153 m s.l.m.

Arrivo: 817 m s.l.m.

Dislivello: 336 m

1ª manche:

Ore: 9:30 (UTC+1)

Porte: 43

Tracciatore: Michael Rahm (Austria)

2ª manche:

Ore: 13:00 (UTC+1)

Porte: 43

Tracciatore: Gianluca Grigoletto (Italia)

#### Slalom speciale
| Pos. | Atleta               | Nazione     | Tempo   |
| ---- | -------------------- | ----------- | ------- |
| 1    | Cornelia Öhlund      | Svezia      | 1:28,61 |
| 2    | Leonie Raich         | Austria     | 1:28,79 |
| 3    | Natalie Falch        | Austria     | 1:28,91 |
| 4    | Esther Nordberg      | Svezia      | 1:29,17 |
| 5    | Giorgia Collomb      | Italia      | 1:29,37 |
| 6    | Christina Jacobsen   | Norvegia    | 1:29,43 |
| 7    | Faye Buff            | Svizzera    | 1:29,45 |
| 8    | Kjersti Moritz       | Stati Uniti | 1:29,48 |
| 9    | Emilia Mondinelli    | Italia      | 1:29,62 |
| 10   | Charlotte Grandinger | Germania    | 1:29,69 |

Data: 5 marzo

Pista: Priesing B

Partenza: 961 m s.l.m.

Arrivo: 806 m s.l.m.

Dislivello: 155 m

1ª manche:

Ore: 9:30 (UTC+1)

Porte: 49

Tracciatore: Michaela Schmotz (Germania)

2ª manche:

Ore: 12:00 (UTC+1)

Porte: 51

Tracciatore: Joachim Vollmer (Svizzera)

#### Combinata a squadre
| Pos. | Nazione    | Atleti                          |
| ---- | ---------- | ------------------------------- |
| 1    | Austria II | Viktoria Bürgler Natalie Falch  |
| 2    | Svezia II  | Liza Backlund Moa Landström     |
| 3    | Austria IV | Emilia Herzgsell Elena Riederer |

Data: 1º marzo

1ª manche:

Ore: 10:00 (UTC+1)

Pista: Di Prampero

Partenza: 1200 m s.l.m.

Arrivo: 837 m s.l.m.

Lunghezza: 1479 m

Dislivello: 363 m

Porte: 30

Tracciatore: Marjan Černigoj (Stati Uniti)

2ª manche:

Ore: 14:00 (UTC+1)

Pista: Di Prampero

Partenza: 990 m s.l.m.

Arrivo: 835 m s.l.m.

Dislivello: 155 m

Porte: 

Tracciatore: Anders Andersson (Svezia)

### Misto

#### Gara a squadre
| Pos. | Nazione     | Atleti                                                       |
| ---- | ----------- | ------------------------------------------------------------ |
| 1    | Francia     | June Brand Jonas Skabar Garance Meyer Arthur Heude           |
| 2    | Svezia      | Liza Backlund Albin Larsson Astrid Hedin Alexander Ax Swartz |
| 3    | Stati Uniti | Elisabeth Bocock Sawyer Reed Liv Moritz Stanley Buzek        |

Località: 

Data: 2 marzo

Ore: 12:00

Pista: 

Partenza: 910 m s.l.m.

Arrivo 810 m s.l.m.

Dislivello: 100 m

Porte:

Tracciatore: 

##### Torneo
La gara a squadre consiste in una competizione di slalom parallelo tra rappresentative nazionali composte da quattro atleti, due sciatori e due sciatrici, che si affrontano a due a due sul percorso di gara. Ai vincitori spetta un punto; in caso entrambe le squadre ottengano due punti, passa il turno la squadra che ha ottenuto il miglior tempo stabilito sommando le migliori prestazioni maschili e femminili.
|  | Ottavi di finale | Ottavi di finale |             |   | Quarti di finale          | Quarti di finale          |  |  | Semifinali | Semifinali |  |  | Finale | Finale |
|  |                  |                  |             |   |                           |                           |  |  |            |            |  |  |        |        |
|  |                  |                  |             |   |                           |                           |  |  |            |            |  |  |        |        |
|  |                  |                  |             |   |                           |                           |  |  |            |            |  |  |        |        |
|  | Svizzera         | 3                |             |   |                           |                           |  |  |            |            |  |  |        |        |
|  | Svizzera         | 3                |             |   |                           |                           |  |  |            |            |  |  |        |        |
|  | Belgio           | 1                |             |   |                           |                           |  |  |            |            |  |  |        |        |
|  | Belgio           | 1                | Svizzera    | 3 |                           |                           |  |  |            |            |  |  |        |        |
|  |                  |                  | Svizzera    | 3 |                           |                           |  |  |            |            |  |  |        |        |
|  |                  | Germania         | 1           |   |                           |                           |  |  |            |            |  |  |        |        |
|  | Germania         | Germania         | 1           | 2 |                           |                           |  |  |            |            |  |  |        |        |
|  | Germania         |                  |             | 2 |                           |                           |  |  |            |            |  |  |        |        |
|  | Canada           | 2                |             |   |                           |                           |  |  |            |            |  |  |        |        |
|  | Canada           | 2                | Svizzera    | 0 |                           |                           |  |  |            |            |  |  |        |        |
|  |                  |                  | Svizzera    | 0 |                           |                           |  |  |            |            |  |  |        |        |
|  |                  | Francia          | 4           |   |                           |                           |  |  |            |            |  |  |        |        |
|  | Francia          | Francia          | 4           | 4 |                           |                           |  |  |            |            |  |  |        |        |
|  | Francia          |                  |             | 4 |                           |                           |  |  |            |            |  |  |        |        |
|  | Argentina        | 0                |             |   |                           |                           |  |  |            |            |  |  |        |        |
|  | Argentina        | 0                | Francia     | 4 |                           |                           |  |  |            |            |  |  |        |        |
|  |                  |                  | Francia     | 4 |                           |                           |  |  |            |            |  |  |        |        |
|  |                  | Rep. Ceca        | 0           |   |                           |                           |  |  |            |            |  |  |        |        |
|  | Norvegia         | Rep. Ceca        | 0           | 1 |                           |                           |  |  |            |            |  |  |        |        |
|  | Norvegia         |                  |             | 1 |                           |                           |  |  |            |            |  |  |        |        |
|  | Rep. Ceca        | 3                |             |   |                           |                           |  |  |            |            |  |  |        |        |
|  | Rep. Ceca        | 3                | Francia'    | 4 |                           |                           |  |  |            |            |  |  |        |        |
|  |                  |                  | Francia'    | 4 |                           |                           |  |  |            |            |  |  |        |        |
|  |                  | Svezia           | 0           |   |                           |                           |  |  |            |            |  |  |        |        |
|  | Austria          | Svezia           | 0           | 3 |                           |                           |  |  |            |            |  |  |        |        |
|  | Austria          |                  |             | 3 |                           |                           |  |  |            |            |  |  |        |        |
|  | Polonia          | 2                |             |   |                           |                           |  |  |            |            |  |  |        |        |
|  | Polonia          | 2                | Austria     | 2 |                           |                           |  |  |            |            |  |  |        |        |
|  |                  |                  | Austria     | 2 |                           |                           |  |  |            |            |  |  |        |        |
|  |                  | Stati Uniti      | 2           |   |                           |                           |  |  |            |            |  |  |        |        |
|  | Stati Uniti      | Stati Uniti      | 2           | 4 |                           |                           |  |  |            |            |  |  |        |        |
|  | Stati Uniti      |                  |             | 4 |                           |                           |  |  |            |            |  |  |        |        |
|  | Gran Bretagna    | 0                |             |   |                           |                           |  |  |            |            |  |  |        |        |
|  | Gran Bretagna    | 0                | Stati Uniti | 2 |                           |                           |  |  |            |            |  |  |        |        |
|  |                  |                  | Stati Uniti | 2 |                           |                           |  |  |            |            |  |  |        |        |
|  |                  | Svezia           | 2           |   | Finale per il terzo posto | Finale per il terzo posto |  |  |            |            |  |  |        |        |
|  | Svezia           | Svezia           | 2           | 2 | Finale per il terzo posto | Finale per il terzo posto |  |  |            |            |  |  |        |        |
|  | Svezia           |                  |             | 2 |                           |                           |  |  |            |            |  |  |        |        |
|  | Finlandia        | 2                |             |   |                           |                           |  |  |            |            |  |  |        |        |
|  | Finlandia        | 2                | Svezia      | 2 | Svizzera                  | 1                         |  |  |            |            |  |  |        |        |
|  |                  |                  | Svezia      | 2 | Svizzera                  | 1                         |  |  |            |            |  |  |        |        |
|  |                  | Italia           | 2           |   | Stati Uniti               | 3                         |  |  |            |            |  |  |        |        |
|  | Italia           | Italia           | 2           | 4 | Stati Uniti               | 3                         |  |  |            |            |  |  |        |        |
|  | Italia           |                  |             | 4 |                           |                           |  |  |            |            |  |  |        |        |
|  | Slovenia         | 0                |             |   |                           |                           |  |  |            |            |  |  |        |        |
|  | Slovenia         | 0                |             |   |                           |                           |  |  |            |            |  |  |        |        |

## Medagliere per nazioni
| Pos. | Nazione       | Oro | Argento | Bronzo | Totale |
| ---- | ------------- | --- | ------- | ------ | ------ |
| 1    | Francia       | 3   | 0       | 1      | 4      |
| 2    | Svizzera      | 2   | 5       | 0      | 7      |
| 3    | Germania      | 2   | 0       | 0      | 2      |
| 4    | Austria       | 1   | 2       | 4      | 7      |
| 5    | Svezia        | 1   | 3       | 1      | 5      |
| 6    | Norvegia      | 1   | 1       | 0      | 1      |
| 7    | Italia        | 1   | 0       | 1      | 2      |
| 8    | Stati Uniti   | 0   | 0       | 3      | 3      |
| 9    | Gran Bretagna | 0   | 0       | 1      | 1      |